# 2.0 (film)
Pour les articles homonymes, voir 2.0.
Série
Enthiran
(2010)
Pour plus de détails, voir Fiche technique et Distribution.
2.0 est un film indien réalisé par S. Shankar, sorti en 2018. Il s'agit de la suite du film Enthiran.

## Synopsis
À Chennai, le Dr. Vaseegaran réveille son robot Chitti pour enquêter sur des téléphones portables qui s'envolent des mains de leurs propriétaires.

## Fiche technique
- Titre : 2.0
- Réalisation : S. Shankar
- Scénario : S. Shankar
- Musique : A. R. Rahman
- Photographie : Nirav Shah
- Montage : Anthony
- Production : K. Karunamoorthy, Gaurav Misra, Siddarth Prakhash et A. Subaskaran
- Société de production : Dakshaa, Double Negative, Lyca Productions et Prana Studios
- Pays :  Inde
- Genre : Action et science-fiction
- Durée : 148 minutes
- Date de sortie : 
  - Inde : 29 novembre 2018

## Distribution

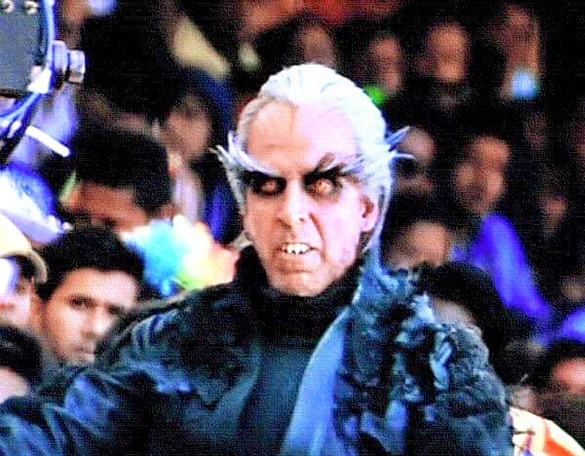
Akshay Kumar sur le tournage du film.

- Rajinikanth : Dr. Vaseegaran / Chitti
- Akshay Kumar : Pakshi Rajan
- Amy Jackson : Nila
- Adil Hussain : le ministre Vijay Kumar
- Sudhanshu Pandey : Dhinendra Bohra
- Kalabhavan Shajohn : le ministre des télécommunications
- Ishari Ganesh : Jeyanth Kumar
- Kaizaad Kotwal : Manoj Lulla
- Avijit Dutt : Dr. Sam
- Priya Prince : la mère de Pakshi Rajan

## Distinctions
Le film a été nommé pour 2 Asian Film Awards : Meilleurs effets spéciaux et Meilleur son.